# جیمی جیمیسون
جیمی جیمیسون (انگلیسی: Jimi Jamison؛ زادهٔ ۲۳ اوت ۱۹۵۱ - درگذشته ۳۱ اوت ۲۰۱۴) یک موسیقی‌دان اهل ایالات متحده آمریکا و یکی از اعضای گروه سوروایور بود. وی از سال ۱۹۶۷ میلادی تا زمان مرگش مشغول فعالیت بود.